# グラーツ・ケーフラハ鉄道
グラーツ・ケーフラハ鉄道（ドイツ語;Graz-Köflacher Bahn und Busbetrieb GmbH）は、オーストリアの鉄道会社の名称である。グラーツの近郊輸送を担っている。複数の路線があるが、路線番号は全て550である。

## 路線
- ケーフラハ線 グラーツ - リーボホ - ケーフラハ
- ヴィース線 リーボホ - ヴェトマンシュテッテン - ケーフラハ
- コーラルム線 ヴェアンドルフ - ヴェトマンシュテッテン

## 運転系統
S6系統 (グラーツ - ヴェアンドルフ - ヴェトマンシュテッテン - ヴィース)
グラーツとヴィースを、コーラルム線経由で結ぶ系統。
S61系統 (グラーツ - ヴェアンドルフ - ヴェトマンシュテッテン - ヴィース)
グラーツとヴィースを、ケーフラハ線・ヴィース線経由で結ぶ系統。
S7系統 (グラーツ - ケーフラハ)
ケーフラハ線を運行する系統。